# Мириолецис
Мириолецис (лат. Myriolecis) — род лишайников семейства Леканоровые.

## Описание
Слоевище у большинства видов накипное, часто незаметное, у некоторых видов лопастное или умбриликатное.

### Химический состав
Виды содержат хлорированные ксантоны, часто вместе с депсидами, либо не содержат вторичных метаболитов.

## Среда обитания и распространение
Виды рода наиболее распространённы на кальциевых породах и коре.
Встречается по всему миру, но наиболее разнообразен в умеренных и арктико-альпийских регионах Северного полушария.

## Классификация
Согласно базе данных Catalogue of Life на март 2023 года род включает следующие виды:
- Myriolecis crenulata (Hook.) Śliwa, Zhao Xin et Lumbsch, 2015 — Мириолецис мелкогородчатый
- Myriolecis poliophaea (Wahlenb.) P.F. Cannon, 2022
- Myriolecis populicola (DC.) P.F. Cannon, 2022 — Мириолецис тополёвый
- Myriolecis zosterae (Ach.) Śliwa, Zhao Xin et Lumbsch, 2015